# René Delafoy
René Delafoy, né le 19 mars 1860 à Pithiviers (Loiret) et mort le 8 novembre 1946 à Nantes (Loire-Atlantique), est un industriel et homme politique français.

## Biographie
Président de la Chambre de commerce de Nantes, il est député de la Loire-Inférieure de 1919 à 1924, inscrit au groupe de l'Entente républicaine démocratique. 
À sa mort, son domicile est situé au no 16 de la rue Urvoy-de-Saint-Bedan. Il est enterré au cimetière Miséricorde le 12 novembre 1946 (carré I).